# Horsfieldia carnosa
Horsfieldia carnosa är en tvåhjärtbladig växtart som beskrevs av Otto Warburg. Horsfieldia carnosa ingår i släktet Horsfieldia och familjen Myristicaceae. Inga underarter finns listade i Catalogue of Life.